# Atalopteris
Atalopteris es un género de helechos perteneciente a la familia  Dryopteridaceae. Contiene tres especies descritas y de estas, solo 2 aceptadas.

## Taxonomía
El género fue descrito por Maxon & C.Chr. y publicado en Contributions from the United States National Herbarium 24(2): 55. 1922. La especie tipo es: Atalopteris aspidioides (Griseb.) Maxon & C. Chr.	 

## Especies aceptadas
A continuación se brinda un listado de las especies del género Atalopteris aceptadas hasta noviembre de 2014, ordenadas alfabéticamente. Para cada una se indica el nombre binomial seguido del autor, abreviado según las convenciones y usos.	
- Atalopteris aspidioides (Griseb.) Maxon & C. Chr.
- Atalopteris maxonii (H. Christ) C. Chr. ex Maxon